# Dipelta
Dipelta es un género de arbustos perteneciente a la familia de las caprifoliáceas nativa de China y Tíbet. Contiene unas 5  especies descritas y   de estas, solo 4 aceptadas.

## Taxonomía
El género fue descrito por Carl Johann Maximowicz y publicado en Bulletin de l'Academie Imperiale des Sciences de St-Petersbourg 24(1): 51. 1877.

## Especies aceptadas
A continuación se brinda un listado de las especies del género Dipelta aceptadas hasta octubre de 2013, ordenadas alfabéticamente. Para cada una se indica el nombre binomial seguido del autor, abreviado según las convenciones y usos.
- Dipelta elegans Batalin
- Dipelta floribunda Maxim.
- Dipelta wenxianensis Yi F.Wang & Y.S.Lian
- Dipelta yunnanensis Franch.,  sin. Dipelta ventricosa Hemsl.